# Mugil cephalus

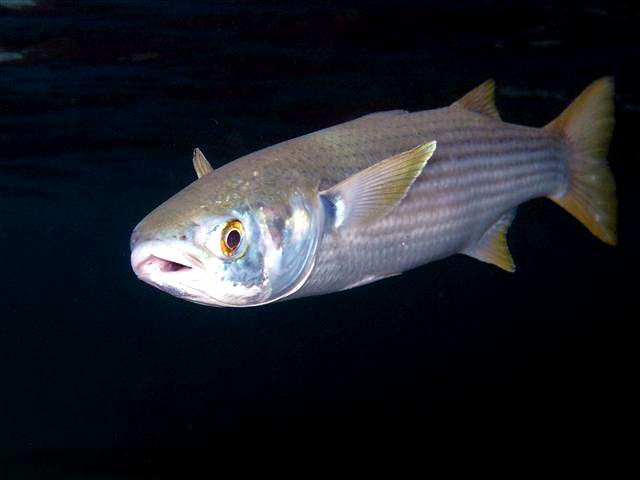
Mugil cephalus.

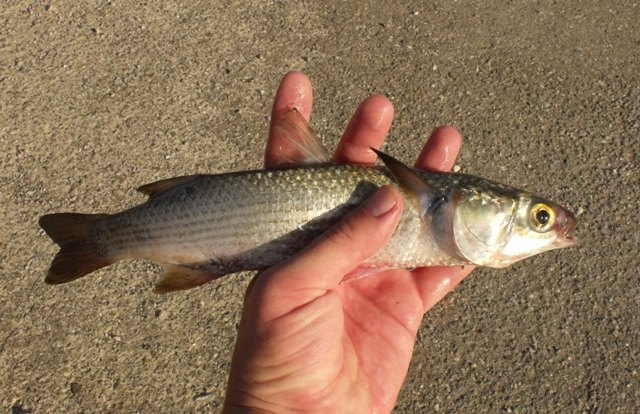
Mugil cephalus na província de Grosseto, na Toscana, na Itália.

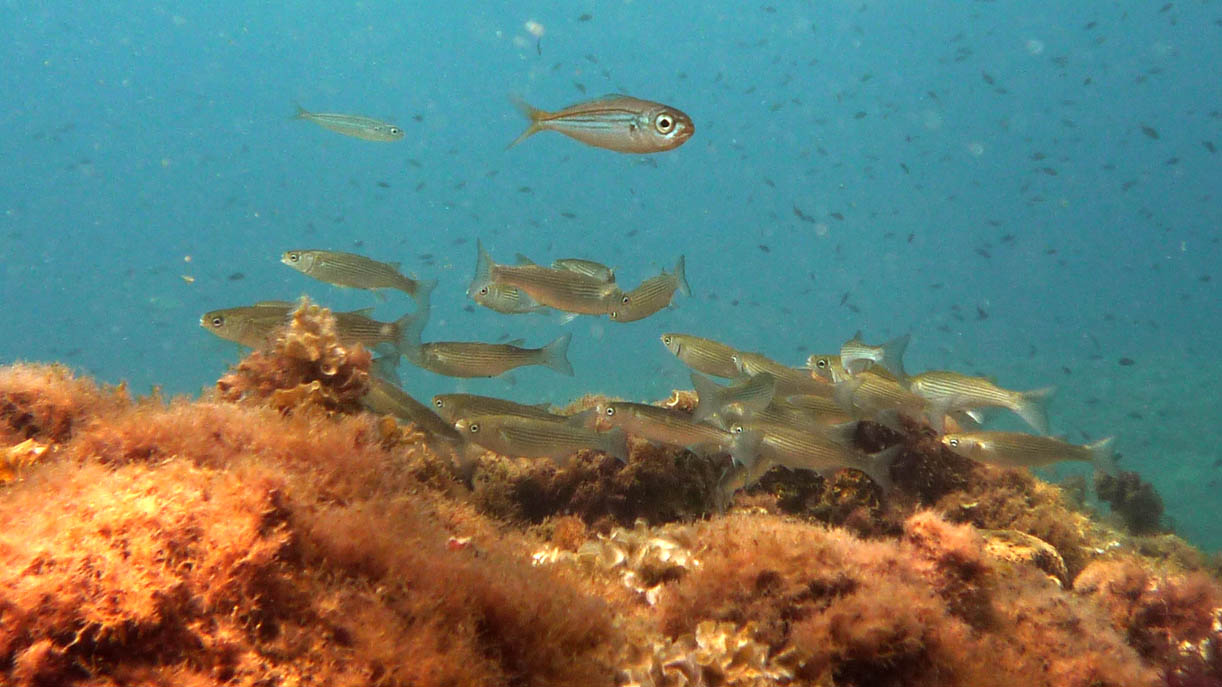
Banco de M. cephalus e uma boga em El Portús (Cartagena, Espanha).

Mugil cephalus (Linnaeus, 1758) é uma espécie de peixe nerítico eurialino, com distribuição natural nas águas costeiras das regiões tropicais e subtropicais de todos os oceanos, pertencente à família Mugilidae, conhecida pelos nomes comuns de curimã, tainha-olhalvo, tainhota, tapuji, tamatarana e urichoa. A espécie atinge 60–80 cm de comprimento adulto, sendo alvo de pesca comercial e lúdica e produzida em aquicultura com fins comerciais.

## Descrição
A espécie Mugil cephalus atinge um comprimento corporal padrão de 60 a 80 cm, com corpo fusiforme com um marcado achatamento na região cefálica. A espécie apresenta coloração corporal prateada, com marcas mais escuras ao longo dos flancos.
É uma espécie com ampla distribuição mundial, estando presente nas águas costeiras tropicais e subtropicais de todos os oceanos, alargando mesmo a sua distribuição às águas temperadas das costas continentais. A espécie é muito comum em águas costeiras pouco profundas em áreas de forte insolação devido às suas características de adaptação a águas com temperatura elevada, salinidade variável e níveis elevados de enriquecimento em matéria orgânica.
No Atlântico ocidental, ocorre desde a Nova Escócia (Canadá) ao Brasil, incluindo o Golfo do México. Está ausente das Bahamas e do Caraíbas. No Atlântico oriental ocorre desde o Golfo da Biscaia até à África do Sul, incluindo o Mar Mediterrâneo e o Mar Negro. A distribuição no Pacífico oriental vai desde as costas da Califórnia ao Chile.
A espécie tem um ciclo de vida catádromo, ocorrendo frequentemente em ambientes estuarinos e de água doce. Durante os meses de outono e inverno, os adultos migram para o mar em grandes cardumes para desovar. A fecundidade estima-se em 0,5–2,0 milhões de ovos por fêmea, dependendo do seu tamanho corporal. A eclosão ocorre decorridas 48 horas depois da fertilização, libertando larvas de 2,4 mm de comprimento. Quando as larvas alcançam os 16–20 mm migram para as águas interiores, especialmente para os estuários e troços finais dos cursos de água. Nestas águas os juvenis são recolhidos em grande número para aquicultura desde fins de Agosto a princípios de Dezembro.
A espécie é objecto de importantes pescarias, sendo muito procurada em múltiplas regiões costeiras, fazendo parte do património gastronómico de muitas delas. Particularmente apreciadas são as suas ovas, em geral consumidas após serem salgadas, secas ao e comprimidas, produzindo diversas comidas especializadas.
A espécie é muito valorizada para fins culinários, em especial na costa mediterrânica ibérica, desde a Catalunha a Múrcia, na costa da Occitânia e em amplas zonas costeiras da Itália (Calábria, Sardenha, Sicília e Toscana), sendo aí pela sua carne e, especialmente, pelas suas ovas, que se preparam em salga. Na costa mediterrânica europeia as ovas dessecadas e salgadas são conhecidas pelo nome de butarga. Na costa mediterrânica do Norte de África, as ovas são conhecidas por batarekh no Egipto, país onde, para além das ovas, o pescado também é salgado, seco e descabeçado, sendo comercializado como feseekh.
Nas costas do Extremo Oriente as ovas são usadas em diversas especialidade, como o wuyutsu (烏魚子) taiwanês, o myeongran jeot coreano e o karasumi japonês.
No Brasil o nome da espécie apresente uma rica etimologia, sendo que o nome "curimã" provém do tupi ku'rema e "tamatarana" vem da junção dos termos tupis tamua'tá (coridora) e rana (semelhante). No estado de Pernambuco, a espécie é criada em viveiros, sendo consumida especialmente na Semana Santa.
Na costa noroeste da Flórida e na costa do Alabama, a espécie é considerada uma especialidade local, servida em restaurantes de mariscos, consumido frito (a forma mais popular), mas também defumado, assado no forno e em sopas e guisados. Apesar disso, a espécie Mugil curema é preferida nas costas norte-americanas por habitar águas mais límpidas, não tendo o sabor a lodo que por vezes ocorre em M. cephalus.
A espécie é um pescado delicado, de difícil conservação, mantendo-se em gelo por apenas aproximadamente 72 horas, após o que fica quase não comestível, sendo por isso melhor consumido em fresco.